# Baixo Minho (comarca)
O Baixo Minho (Baixo Miño em galego) é uma comarca raiana ao sul da província de Pontevedra, na Galiza. Sua superfície é de 315,1 km² e sua população soma 48.042 habitantes.
Ao sul limita-se com Portugal pela fronteira natural do rio Minho e por terra com as comarcas de Vigo e Condado.
Compreende os concelhos de Tui, A Guarda, O Rosal, Oia e Tomiño.